# Klaus Fritzinger
Klaus Fritzinger, né le 8 janvier 1937 à Kaiserslautern et mort le 9 janvier 2015 dans cette même ville (à 78 ans), est un footballeur professionnel allemand devenu pilote automobile, essentiellement en voitures de tourisme sur circuits et en rallye (principal copilote Henning Wünsch).

## Biographie

### Football
Après des débuts au FC Kaiserslautern, il évolue successivement au FC Hombourg, au FC Sarrebruck et au SV Saar 05 Saarbrücken. Il débute en Oberliga en 1956/57 avec Sarrebruck, qui lui permet de devenir champion de l'Oberliga Südwest en 1960-61, club où il joue ensuite comme défenseur jusqu'en 1963. Il continue alors en Regionalliga Südwest avec le SV Saar 05 jusqu'en 1966. Une blessure à un genou lors d'un accident de voiture en cette même année met fin à sa carrière la balle au pied.

### Sport automobile
Son activité en compétition automobile s'étale alors régulièrement entre 1966 (épreuves du DARM sur Ford GT40) et 1990 (rallye de l'Himalaya en Inde, sur Toyota Celica GT-4). Tout au long de celle-ci, il reste fidèle aux marques Ford (jusqu'en 1973), puis Toyota.
Il remporte deux victoires en DARM durant la saison 1967, à l'Aéroport de Mainz-Finthen et à Wunstorf, à bord d'une Shelby GT 350 (une Ford Mustang modifiée par Carroll Shelby, 5e du championnat).

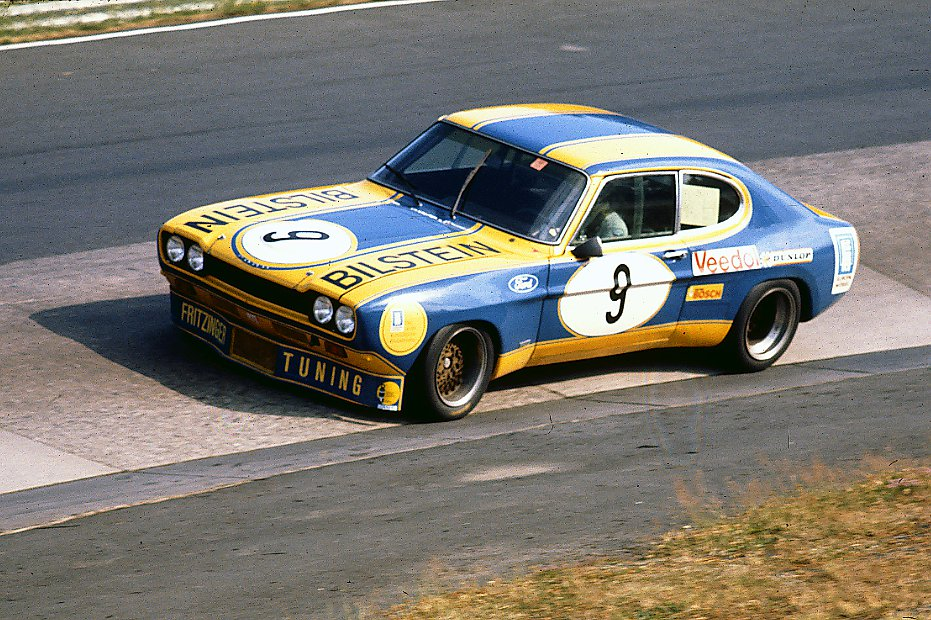
La Ford Capri de Fritzinger et Hans Heyer, lors des 6 Heures du Nürburgring tourisme, en 1973, en DARM et ETCC (équipage 10e).

Il devient vice-champion d'Allemagne du DRM en 1972 sur Ford Capri RS pour la première saison de cette compétition (victoire à Cassel-Calden), derrière Hans-Joachim Stuck également en Capri (et 7e la saison suivante, encore avec la même voiture). Toujours en 1972, il est 11e lors des 24 Heures de Spa.
Avec ses compatriotes Joachim Springer (1956, 1964 et 1965, sur Ford), Kurt Waldner (1971, 1972 et 1973, sur Opel Ascona), Holger Bohne (1981,1983 et 1984), et Hanno Menne (1975, 1976 et 1977, comme copilote sur Porsche Carrera, également vainqueur en 1976 du rallye de Saxe avec Achim Warmbold), il est l'un des triples vainqueurs du Rallye Tour d'Europe, le plus long (15 000 kilomètres) organisé régulièrement sur le vieux continent, entre 1956 et 1991 (une épreuve d'origine allemande disputée à 34 reprises et réservée à des véhicules là encore strictement de série, avec des rassemblements et sur routes ouvertes), personnellement en 1978, 1979 et 1985 sur des Toyota (modèles Starlet, Celica, et Corolla).
Il obtient durant cette période également une victoire de classe au rallye Monte-Carlo de 1983, à bord d'une Toyota Celica 2000 GT (une épreuve qu'il dispute 16 fois entre 1970 et 1990: 12e en 1983, 14e en 1979, et 16e en 1986).
Il assure aussi 5 podiums dans des épreuves comptabilisées en championnat d'Europe des rallyes, entre 1976 (2e du rallye Jänner) et 1982 (3e du rallye de Madère, après une victoire de classe l'année précédente). Il termine au passage huitième du championnat d'Allemagne des rallyes en 1981.
Au total, il dispute 20 épreuves du championnat du monde des rallyes entre 1973 et 1990, et le rallye d'Allemagne à 4 reprises de 1987 à 1990 (13e en cette dernière année, sur Celica GT-Four, à 53 ans).
Durant les années 1990, Fritzinger tient une concession automobile dans sa ville natale, et il devient l'un des propriétaires d'une entreprise de recyclage de matières plastiques (notamment pour créer des pièces de karting, ou encore des éléments de postes frontaliers).
Il lui est arrivé de disputer quelques rallyes historiques, à la fin des années 2000.